# III. Rosztyiszlav kijevi nagyfejedelem
III. Rosztyiszlav (oroszul: Ростислав Михайлович), (1219 – 1263, Belgrád) kijevi nagyfejedelem 1239-ben.

## Élete
Édesapja Vszevolodics Mihály csernyigovi majd novgorodi herceg volt, édesanyja Romanovics Dániel halicsi fejedelem leánya. 1229-ben atyja Rosztyiszlavot tette Novgorod helytartójává, de a nép már a következő évben elűzte. 1238-ban az apa és fia Dániel herceget kiszorította Halicsból, ahová azonban az elűzött fejedelem már 1239-ben visszatérhetett. Nemsokára Mihálynak és Rosztyiszlavnak a tatárok elől IV. Béla magyar királyhoz kellett menekülniük. Itt Rosztyiszláv 1243-ban nőül vette a király legkedvesebb leányát, Annát. Apósa megtette őt halicsi hercegnek, és Lőrinc mesterrel nagy sereggel küldte tartományába, ahol azonban a tatárjárás után bujdosásából visszatért Dániel őt ismételve (leghatározottabban 1249. december 17-én) megverte és Halics függetlenségét a magyarokkal szemben biztosította.
Időközben, 1246. július 15-én a magyar sereg egyik alvezére volt a Babenberg Frigyes halálával végződő ütközetben; 1247-ben horvát bán, 1254–1255-ben pedig Macsónak ura lett. Szomszédja, II. Mihály bolgár cár 1255-ben az ő leányát vette feleségül, így viszont Rosztyiszlav a bolgárok ügyeibe is beavatkozott; 1257-ben ő járt közbe a bolgárok s a II. Theodórosz nikaiai császár közt való béke megkötésénél, Mihály megöletése után pedig 1258-ban elkergette és megölette a bitorló Kálmánt, bolgár cárrá pedig – mint Magyarország hűbéresét – Mytzest tette. 1260. július 12-én a kroissenbrunni csatában macsói és bolgár hadakkal segítette apósát. 1261-ben feleségével együtt Bécsben időzött s nemsokára megülték leányuknak Kingának lakodalmát II. Ottokár cseh királlyal (1261. október 25.).

## Gyermekei
- Mihály macsói és boszniai bán[1]
- Béla szintén macsói és boszniai bán[1]
- egy ismeretlen nevű leánya, II. Mihály bolgár cár neje[1]
- Kinga cseh királyné[1]
- Grifina. Leskó krakói és szandomiri herceg neje[1]
- Margit apáca-fejedelemasszony[1]
- Erzsébet, Dárói II. Mojs nádor felesége (vitatott)[2]